# دانشگاه لاسیرا
دانشگاه لا سیرا (La Sierra یا LSU) یک دانشگاه خصوصی وابسته به کلیسای ادونتیست‌های روز هفتم در ریورساید، کالیفرنیا است. این دانشگاه در سال 1922 به عنوان آکادمی لا سیرا تأسیس شد، بعداً به کالج لا سیرا تبدیل شد، سپس در سال ۱۹۶۷ با دانشگاه لوما لیندا (LLU) ادغام شد و به کالج هنر و علوم دانشگاه لوما لیندا تبدیل شد. در سال ۱۹۹۰، پردیس لا سیرا از دانشگاه لوما لیندا جدا شد و به دانشگاه لا سیرا، به عنوان یک مؤسسه مستقل تبدیل شد. این دانشگاه توسط کمیسیون ارشد کالج و دانشگاه WASC (WSCUC)، انجمن اعتباربخشی Adventist (AAA) و چندین نهاد اعتباربخشی مبتنی بر رشته معتبر شناخته‌است.